# Jardim de Angicos
Jardim de Angicos är en kommun i Brasilien.   Den ligger i delstaten Rio Grande do Norte, i den östra delen av landet, 1 700 km nordost om huvudstaden Brasília. Antalet invånare är 2 607.
Omgivningarna runt Jardim de Angicos är huvudsakligen savann. Runt Jardim de Angicos är det glesbefolkat, med 8 invånare per kvadratkilometer.